# Alapszabás
Az alapszabás (body plan vagy bauplan/baupläne) az a „tervrajz”, genetikai program, amely egy organizmus szimmetriáját, testi szegmenseinek számát, végtagjainak számát meghatározza. Ez a genetikai utasításrendszer az állatok génjeiben, így például a homeotikus génekben kódolódik. Egyedszinten az alapszabást egyes környezeti hatások, így például az alultápláltság, környezetkárosító, fejlődési hibákat okozó anyagok (teratogének) képesek befolyásolni.
A rendszertanban a törzsek elkülönítése is az alapszabás szerint történik. 35 különböző egyszerű alapszabás ismeretes, melyek 1-1 törzs alapját képezik.
A fejlődésbiológia egyik alapvető kérdése az élőlények alapszabásának fejlődése az evolúció folyamán.